# Little White River (White River)
Der Little White River (englisch für „kleiner weißer Fluss“) ist ein 377 km langer rechter Nebenfluss des White River im US-Bundesstaat South Dakota.

## Flusslauf
Der Little White River entspringt in der Pine Ridge Indian Reservation im Südosten des Oglala Lakota County. Er fließt in überwiegend östlicher Richtung an der Siedlung Batesland vorbei. Nördlich des Lacreek National Wildlife Refuge wird er zum Little White River Reservoir aufgestaut. Später durchfließt der Fluss die Rosebud Indian Reservation und wendet sich nach Nordosten. Etwa 30 km oberhalb der Mündung befindet sich der Ort White River unweit des rechten Flussufers. Der Little White River mündet schließlich in den White River, einen Nebenfluss des Missouri River. Der Little White River durchfließt die Countys Oglala Lakota, Bennett, Todd und Melette.

## Hydrologie
Das Einzugsgebiet des Little White River umfasst 4809 km², das effektive Einzugsgebiet beträgt 4638 km². Der mittlere Abfluss 24 km oberhalb der Mündung nördlich von White River beträgt 4,1 m³/s.